# Penny Smith
Penny Smith (Geelong, 21 de abril de 1995) é uma atiradora esportiva australiana.

## Carreira
Smith competiu no evento de fossa olímpica feminina e também no evento de equipe com Thomas Grice nas Olimpíadas de Verão de 2020. Ela não marcou pontos suficientes em nenhum dos eventos para avançar além da qualificação.
Nos Jogos Olímpicos de Verão de 2024, em Paris, conquistou a medalha de bronze na prova de fossa olímpica feminino. Smith terminou a rodada de qualificação em um empate triplo em sexto, mas venceu um desempate para avançar para a final.